# Singularitat evitable

Gràfica d'una paràbola amb una singularitat evitable a x = 2

En anàlisi complexa, una singularitat evitable d'una funció holomorfa és un punt en què la funció no està definida, però és possible definir la funció en aquell punt de manera que la funció sigui regular en un entorn del punt.
Per exemple, la funció sinc
{\displaystyle {\text{sinc}}(z)={\frac {\sin z}{z}}}
té una singularitat a z = 0. Hom pot eliminar aquesta singularitat si es defineix f(0) := 1, que és el límit d'f quan z tendeix a 0. La funció resultant és holomorfa. En aquest cas, el problema estava motivat perquè f tenia una forma indeterminada. Si s'examina l'expansió en sèrie de potències de {\displaystyle {\frac {\sin(z)}{z}}}, es pot veure que
{\displaystyle {\begin{aligned}{\text{sinc}}(z)&={\frac {1}{z}}\left(\sum _{k=0}^{\infty }{\frac {(-1)^{k}z^{2k+1}}{(2k+1)!}}\right)\\&=\sum _{k=0}^{\infty }{\frac {(-1)^{k}z^{2k}}{(2k+1)!}}\\&=1-{\frac {z^{2}}{3!}}+{\frac {z^{4}}{5!}}-{\frac {z^{6}}{7!}}+\cdots .\end{aligned}}}
Formalment, si {\displaystyle U\subset \mathbb {C} } és un subconjunt obert del pla complex {\displaystyle \mathbb {C} }, {\displaystyle a\in U} és un punt de {\displaystyle U}, i {\displaystyle f:U\setminus \{a\}\rightarrow \mathbb {C} } és una funció holomorfa, llavors es diu que {\displaystyle a} és una singularitat evitable per a {\displaystyle f} si existeix una funció holomorfa {\displaystyle g:U\rightarrow \mathbb {C} } que coincideix amb {\displaystyle f} a {\displaystyle U\setminus \{a\}}. Si una tal {\displaystyle g} existeix, hom diu que {\displaystyle f} és extensible de manera holomorfa sobre {\displaystyle U}.

## Teorema de Riemann
El teorema de Riemann's sobre singularitats evitables afirma que, quan una singularitat és evitable,
Teorema: Siguin {\displaystyle D\subset \mathbb {C} } un subconjunt obert del pla complex, {\displaystyle a\in D} un punt de {\displaystyle D} i {\displaystyle f} una funció holomorfa definida sobre el conjunt {\displaystyle D\setminus \{a\}}. Llavors les següents afirmacions són equivalents:
1. {\displaystyle f} és extensible de manera holomorfa sobre {\displaystyle a}.
2. {\displaystyle f} és extensible de manera contínua sobre {\displaystyle a}.
3. Existeix un entorn de {\displaystyle a} en el qual {\displaystyle f} és fitada.
4. {\displaystyle \lim _{z\to a}(z-a)f(z)=0}.

Les implicacions 1 ⇒ 2 ⇒ 3 ⇒ 4 són trivials. Per demostrar 4 ⇒ 1, recordem primer que l'holomorfia d'una funció en un punt {\displaystyle a} és equivalent al fet que la funció sigui analítica en el punt {\displaystyle a}, és a dir, que admet una representació en sèrie de potències. Definim
{\displaystyle h(z)={\begin{cases}(z-a)^{2}f(z)&{\text{si }}z\neq a,\\0&{\text{si }}z=a.\end{cases}}}
Clarament, h és holomorfa a D \ {a}, i existeix
{\displaystyle h'(a)=\lim _{z\to a}{\frac {(z-a)^{2}f(z)-0}{z-a}}=\lim _{z\to a}(z-a)f(z)=0}
per l'afirmació 4; per tant, h és holomorfa a D i admet un desenvolupament en sèrie de Taylor al voltant d'a:
{\displaystyle h(z)=c_{0}+c_{1}(z-a)+c_{2}(z-a)^{2}+c_{3}(z-a)^{3}+\cdots \,.}
Tenim que c0 = h(a) = 0 i c1 = h'(a) = 0; aleshores
{\displaystyle h(z)=c_{2}(z-a)^{2}+c_{3}(z-a)^{3}+\cdots \,.}
Per tant, si z≠a, tenim:
{\displaystyle f(z)={\frac {h(z)}{(z-a)^{2}}}=c_{2}+c_{3}(z-a)+\cdots \,.}
Finalment,
{\displaystyle g(z)=c_{2}+c_{3}(z-a)+\cdots \,.}
és holomorfa a D i, per tant, és una extensió de f.

## Altres tipus de singularitats
Al contrari que amb les funcions de variable real, les funcions holomorfes són suficientment rígides com perquè es puguin classificar completament les seves singularitats aïllades. Una singularitat d'una funció holomorfa o bé no és realment una singularitat (és a dir, és una singularitat evitable), o bé és d'un d'aquests dos tipus:
1. Pel teorema de Riemann, donada una singularitat no evitable, hom es pot preguntar si existeix algun nombre natural {\displaystyle m} tal que {\displaystyle \lim _{z\rightarrow a}(z-a)^{m+1}f(z)=0}. Si existeix un tal {\displaystyle m}, llavors {\displaystyle a} és un pol de {\displaystyle f}, i el menor d'aquests {\displaystyle m} és l'ordre de {\displaystyle a}. Així, les singularitats evitables són precisament els pols d'ordre 0. Una funció holomorfa tendeix a infinit de manera uniforme al voltant dels seus pols.
2. Si una singularitat aïllada {\displaystyle a} de {\displaystyle f} no és ni evitable ni un pol, hom diu que és una singularitat essencial. El Gran Teorema de Picard estableix que una tal {\displaystyle f} aplica tot entorn obert perforat {\displaystyle U\setminus \{a\}} a la totalitat del pla complex, amb la possible excepció de, com a molt, un punt.